# STCC 2022
La stagione 2022 dell'STCC TCR Scandinavia Touring Car Championship è la tredicesima edizione del campionato, la sesta dopo l'adozione delle specifiche TCR. È iniziata il 4 giugno a Ljungbyheds ed è terminata il 1º ottobre a Mantorp Park. Robert Dahlgren, su CUPRA Leon Competición TCR, si è aggiudicato il suo quarto titolo piloti in carriera, mentre la sua scuderia, il CUPRA Dealer Team - PWR Racing, si è aggiudicata il titolo scuderie. Axel Bengtsson, anch'egli su CUPRA Leon Competición TCR, si è aggiudicato il titolo piloti junior, mentre Marius Solberg Hansen, su Volkswagen Golf GTI TCR, si è aggiudicato il trofeo Däckteam.

## Scuderie e piloti
| Scuderia                       | Vettura                    | #  | Pilota                | Gare |
| ------------------------------ | -------------------------- | -- | --------------------- | ---- |
| CUPRA Dealer Team - PWR Racing | CUPRA Leon Competición TCR | 2  | Robert Dahlgren       | 1-6  |
| CUPRA Dealer Team - PWR Racing | CUPRA Leon Competición TCR | 55 | Axel Bengtsson        | 1-6  |
| Lestrup Racing Team            | Audi RS3 LMS TCR II        | 7  | Oliver Söderström     | 1-6  |
| Lestrup Racing Team            | Audi RS3 LMS TCR II        | 19 | Andreas Bäckman       | 1-6  |
| Team Auto Lounge Racing        | Audi RS3 LMS TCR           | 13 | Christian Skaar       | 1-6  |
| Team Auto Lounge Racing        | Audi RS3 LMS TCR           | 31 | Johan Lund            | 1-6  |
| Team Strandberg                | Volkswagen Golf GTI TCR    | 14 | Dennis Strandberg     | 1-6  |
| Exion Racing                   | Audi RS3 LMS TCR II        | 16 | Calle Bergman         | 1-6  |
| Exion Racing                   | Audi RS3 LMS TCR II        | 70 | Isac Aronsson         | 1-6  |
| MA:GP                          | Lynk & Co 03 TCR           | 20 | Mattias Andersson     | 1-6  |
| Esbjug Motorsport              | Honda Civic Type R TCR     | 23 | Didrik Esbjug         | 1-6  |
| MSH Motorsport                 | Volkswagen Golf GTI TCR    | 24 | Marius Solberg Hansen | 1-6  |
| FH Racing                      | CUPRA TCR                  | 33 | Rasmus Hedberg        | 1-6  |
| Brovallen Design               | Audi RS3 LMS TCR           | 66 | Erik Olson Hermansson | 6    |
| Brink Motorsport               | Audi RS3 LMS TCR II        | 69 | Hugo Nerman           | 1-6  |
| Brink Motorsport               | Audi RS3 LMS TCR II        | 71 | Tobias Brink          | 1-6  |
| Lights2Flag                    | Audi RS3 LMS TCR           | 77 | Dejan Dragicevic      | 1    |

## Calendario
| Gara | Gara | Circuito               | Data         | Supporto |
| ---- | ---- | ---------------------- | ------------ | --- |
| 1    | G1   | Ljungbyheds motorbana  | 4 giugno     | Pro Superbike Radical Cup Scandinavia Legends Cup Ginetta GT5 Challenge                                                               |
| 2    | G2   | Drivecenter Arena      | 18 giugno    | Porsche Carrera Cup Scandinavia GT4 Scandinavia Porsche Sprint Challenge Legends Cup                                                  |
| 2    | G3   | Drivecenter Arena      | 18 giugno    | Porsche Carrera Cup Scandinavia GT4 Scandinavia Porsche Sprint Challenge Legends Cup                                                  |
| 2    | G4   | Drivecenter Arena      | 18 giugno    | Porsche Carrera Cup Scandinavia GT4 Scandinavia Porsche Sprint Challenge Legends Cup                                                  |
| 3    | G5   | Ring Knutstorp         | 23 luglio    | Pro Superbike Radical Cup Scandinavia Legends Cup V8 Thunder Cars                                                                     |
| 3    | G6   | Ring Knutstorp         | 23 luglio    | Pro Superbike Radical Cup Scandinavia Legends Cup V8 Thunder Cars                                                                     |
| 3    | G7   | Ring Knutstorp         | 23 luglio    | Pro Superbike Radical Cup Scandinavia Legends Cup V8 Thunder Cars                                                                     |
| 4    | G8   | Karlskoga Motorstadion | 20 agosto    | Porsche Carrera Cup Scandinavia Formula Nordic Pro Superbike Porsche Sprint Challenge Legends Cup                                     |
| 4    | G9   | Karlskoga Motorstadion | 20 agosto    | Porsche Carrera Cup Scandinavia Formula Nordic Pro Superbike Porsche Sprint Challenge Legends Cup                                     |
| 4    | G10  | Karlskoga Motorstadion | 20 agosto    | Porsche Carrera Cup Scandinavia Formula Nordic Pro Superbike Porsche Sprint Challenge Legends Cup                                     |
| 5    | G11  | Circuito di Anderstorp | 11 settembre | GT4 Scandinavia Formula Nordic Radical Cup Scandinavia Ginetta GT5 Challenge V8 Thunder Cars                                          |
| 5    | G12  | Circuito di Anderstorp | 11 settembre | GT4 Scandinavia Formula Nordic Radical Cup Scandinavia Ginetta GT5 Challenge V8 Thunder Cars                                          |
| 5    | G13  | Circuito di Anderstorp | 11 settembre | GT4 Scandinavia Formula Nordic Radical Cup Scandinavia Ginetta GT5 Challenge V8 Thunder Cars                                          |
| 6    | G14  | Mantorp Park           | 1º ottobre   | Porsche Carrera Cup Scandinavia Formula Nordic Porsche Sprint Challenge Radical Cup Scandinavia Ginetta GT5 Challenge V8 Thunder Cars |
| 6    | G15  | Mantorp Park           | 1º ottobre   | Porsche Carrera Cup Scandinavia Formula Nordic Porsche Sprint Challenge Radical Cup Scandinavia Ginetta GT5 Challenge V8 Thunder Cars |
| 6    | G16  | Mantorp Park           | 1º ottobre   | Porsche Carrera Cup Scandinavia Formula Nordic Porsche Sprint Challenge Radical Cup Scandinavia Ginetta GT5 Challenge V8 Thunder Cars |

## Risultati e classifiche

### Gare
| Gara | Circuito       | Pole position     | Giro veloce       | Pilota vincitore  | Scuderia vincitrice            |
| ---- | -------------- | ----------------- | ----------------- | ----------------- | ------------------------------ |
| 1    | Ljungbyheds    | Robert Dahlgren   | Robert Dahlgren   | Robert Dahlgren   | CUPRA Dealer Team - PWR Racing |
| 2    | Skellefteå     | Andreas Bäckman   | Robert Dahlgren   | Hugo Nerman       | Brink Motorsport               |
| 3    | Skellefteå     | Mattias Andersson | Mattias Andersson | Hugo Nerman       | Brink Motorsport               |
| 4    | Skellefteå     |                   | Robert Dahlgren   | Robert Dahlgren   | CUPRA Dealer Team - PWR Racing |
| 5    | Ring Knutstorp | Robert Dahlgren   | Robert Dahlgren   | Robert Dahlgren   | CUPRA Dealer Team - PWR Racing |
| 6    | Ring Knutstorp | Robert Dahlgren   | Robert Dahlgren   | Robert Dahlgren   | CUPRA Dealer Team - PWR Racing |
| 7    | Ring Knutstorp |                   | Andreas Bäckman   | Robert Dahlgren   | CUPRA Dealer Team - PWR Racing |
| 8    | Gelleråsen     | Oliver Söderström | Oliver Söderström | Oliver Söderström | Lestrup Racing Team            |
| 9    | Gelleråsen     | Mattias Andersson | Mattias Andersson | Mattias Andersson | MA:GP                          |
| 10   | Gelleråsen     |                   | Robert Dahlgren   | Robert Dahlgren   | CUPRA Dealer Team - PWR Racing |
| 11   | Anderstorp     | Hugo Nerman       | Andreas Bäckman   | Andreas Bäckman   | Lestrup Racing Team            |
| 12   | Anderstorp     | Andreas Bäckman   | Axel Bengtsson    | Andreas Bäckman   | Lestrup Racing Team            |
| 13   | Anderstorp     |                   | Tobias Brink      | Tobias Brink      | Brink Motorsport               |
| 14   | Mantorp Park   | Tobias Brink      | Tobias Brink      | Oliver Söderström | Lestrup Racing Team            |
| 15   | Mantorp Park   | Tobias Brink      | Tobias Brink      | Tobias Brink      | Brink Motorsport               |
| 16   | Mantorp Park   |                   | Axel Bengtsson    | Axel Bengtsson    | CUPRA Dealer Team - PWR Racing |